# Arvid Ödmann
Arvid Fredrik Ödmann (født 18. oktober 1850 i Karlstad, død 15. juli 1914 i Stockholm) var en svensk operasanger.
Han kom under forberedelserne til en amerikansk Sangturné
til Stockholm, hvor hans prægtige, høje og
sympatetiske Tenorstemme vakte en saadan
Opsigt, at han, efter at have taget nogen
Undervisning hos Fritz Arlberg, debuterede paa
Operaen som Tamino i »Tryllefløjten« (1873).
Han fortsatte nu sine Studier under Günther
og Ivar Hallström og i Paris under Masset;
1875 blev han ansat ved Stockholms Opera, til
hvis bærende Kræfter han med den nedennævnte
Afbrydelse hørte indtil 1911, og hvor han som
Publikums Yndling bar et omfattende
Tenorrepertoire: Don Ottavio, Wilhelm Meister,
Radames, Faust, Arnold i »Wilhelm Tell«,
Lohengrin, Othello osv. Da den svenske Opera
i Juni 1883 optraadte paa det kgl. Teater i
Kjøbenhavn, vakte han Furore ved sin
indtagende og elskværdige Fremstilling af
Fiskeren Zéphoris i »Konge for en Dag«; da
Besøget gentoges 1885 — paa Dagmar-Teatret —
var det navnlig som Romeo, at Ö. bedaarede
det danske Publikum, og da den danske Opera
1887 stod over for en truende Tenormangel,
tilkaldte man derfor Ö. Fra 1887—89 var han
fast ansat i Kjøbenhavn, hvor han bl.a.
udførte Alfredo i »Traviata«, Don José i
»Carmen«, Faust i Gounod’s og Boïto’s Operaer, og
kreerede Titelrollen i Horneman’s »Aladdin«.